# Açoca (espécie)
 Açoca  (Saraca indica ou Saraca asoca) é uma espécie de árvore, pertencente à família Fabaceae, considerada sagrada na Índia e Sri Lanka, locais donde é originária. Muito apreciada pela sua folhagem e suas flores vermelhas muito bonitas.

## Simbolismo religioso
Segundo o Budismo, Buda teria nascido debaixo de um açoca.
Para os jainistas o açoca também é venerado pois, debaixo de uma delas, Mahavira deixou a sua vida confortável para se entregar a práticas ascéticas na esperança de alcançar a iluminação.
Para os hinduístas, o açoca é associado à Kamadeva o deus hindu do amor.